# Anguina
Anguina – rodzaj nicieni z rodziny Anguinidae.
Przedstawiciele rodzaju:
- Anguina agrostis
- Anguina australis
- Anguina balsamophila
- Anguina funesta
- Anguina graminis
- Anguina pacificae
- Anguina spermophaga
- Anguina tritici – węgorek pszeniczny